# Teenage Dream
Teenage Dream é o terceiro álbum de estúdio da artista musical estadunidense Katy Perry. O seu lançamento ocorreu em 24 de agosto de 2010 através das gravadoras Capitol e EMI Records, seguido de uma distribuição global nos dias seguintes. Perry começou a desenvolver o disco em 2009 durante a turnê Hello Katy Tour (2009), o qual seria "um pouco mais pop. Durante as sessões de gravação, que iniciaram-se em outubro daquele ano e terminaram em abril de 2010, ela colaborou com diversos produtores, como Benny Blanco, Kuk Harrell, Ammo, Tricky Stewart, Greg Wells, Dr. Luke e Max Martin, sendo que estes dois últimos serviram como produtores executivos do projeto. Em termos musicais, Teenage Dream é um álbum predominantemente pop que infunde elementos de diversos gêneros em sua composição, sendo um afastamento de seu disco anterior One of the Boys (2008), que era mais influenciado pelo pop rock. Seu lirismo é baseado em relacionamentos, amor e sexo.
Considerado um dos álbuns mais aguardados de 2010, Teenage Dream recebeu análises geralmente mistas de críticos musicais, que avaliaram sua produção e seu lirismo de forma ambivalente, embora tenham elogiado seu apelo ao público jovem. Juntamente com suas canções, o disco recebeu diversas indicações na 53.ª cerimônia dos Grammy Awards e em outras premiações, vencendo a de Álbum Internacional do Ano nos Juno Awards de 2011. O projeto obteve um desempenho comercial positivo, atingindo o topo das tabelas musicais da Austrália, Áustria, Canadá, Irlanda, Nova  Zelândia e Reino Unido, enquanto listou-se entre os dez mais vendidos em países como Alemanha, Bélgica, Brasil, França, Itália, Japão e Suíça. Nos Estados Unidos, tornou-se o primeiro álbum de Perry a liderar a Billboard 200 e listou-se entre os 40 mais vendidos por três anos consecutivos, recebendo uma certificação de diamante (10x platina) pela Recording Industry Association of America (RIAA), denotando vendas de 10 milhões de unidades em território estadunidense. 
Seis singles foram lançados para a promoção do disco e todos listaram-se nas três primeiras posições da estadunidense Billboard Hot 100, com "California Gurls", "Teenage Dream", "Firework", "E.T." e "Last Friday Night (T.G.I.F.)" atingindo o topo. Perry tornou-se a segunda artista a conquistar o feito de ter cinco singles de um único disco a culminar na tabela — repetindo o recorde de Michael Jackson com Bad entre 1987 e 1988 ——, sendo a única mulher na história e, com isso, recebeu o prêmio Billboard Spotlight como reconhecimento nos Billboard Music Awards de 2012. Quando "ET" e "Teenage Dream" foram certificados como diamante pela RIAA, Perry se tornou o primeiro artista a ter quatro singles certificados como diamante do mesmo álbum no país, sendo os outros "Firework" e "California Gurls".
Para a divulgação de Teenage Dream, a artista apresentou-se em diversos programas e cerimônias, lançou "Not Like the Movies" e "Circle the Drain" como singles promocionais e fez a turnê California Dreams Tour entre 2011 e 2012, que arrecadou 59.5 milhões de dólares. Em 2012, o disco foi relançado sob o título de Teenage Dream: The Complete Confection (2012), que extraiu os singles "Part of Me" e "Wide Awake" e conta com outras cinco faixas inéditas. Este relançamento aumentou as vendas do original em diversos países e atingiu as dez primeiras colocações na Austrália, nos Estados Unidos, na Nova Zelândia e no Reino Unido.

## Antecedentes e desenvolvimento
Perry falou pela primeira vez a respeito do álbum em maio de 2009 em uma entrevista a revista Rolling Stone, onde disse que ele seria gravado a partir de setembro do mesmo ano. De acordo com a cantora, o disco iria "definitivamente continuar no pop" e que seria formado por músicas mais pessoais em relação ao seu disco anterior, One of the Boys (2008). Ela ainda confessou temer seu segundo projeto, pois ele iria mostrar se ela "tem vocação para música ou não". Em novembro ela comentou sobre o processo de composição e início das gravações à Associated Press:
| “ | Vai ser um pouco mais pop. [...] Passar muito tempo em turnê não significa que eu tenha de sacrificar as boas histórias. One of the Boys tinha muitas letras pessoais, e o segundo trabalho terá mais ainda. Quando dou entrevistas nem sempre falo tudo com detalhes, como eu costumava fazer, mas acho que é porque estou guardando as histórias para escrever as letras. Das poucas letras que escrevi até agora, são todas muito honestas, talvez mais honestas do que as últimas. Mas elas estão um pouco mais maduras. Agora sei como lidar com os garotos. Na verdade, eu não me envolvo mais com garotos agora, e sim com homens. É bem diferente quando você faz um disco com dezenove anos e quando você faz outro com 25." | ” |

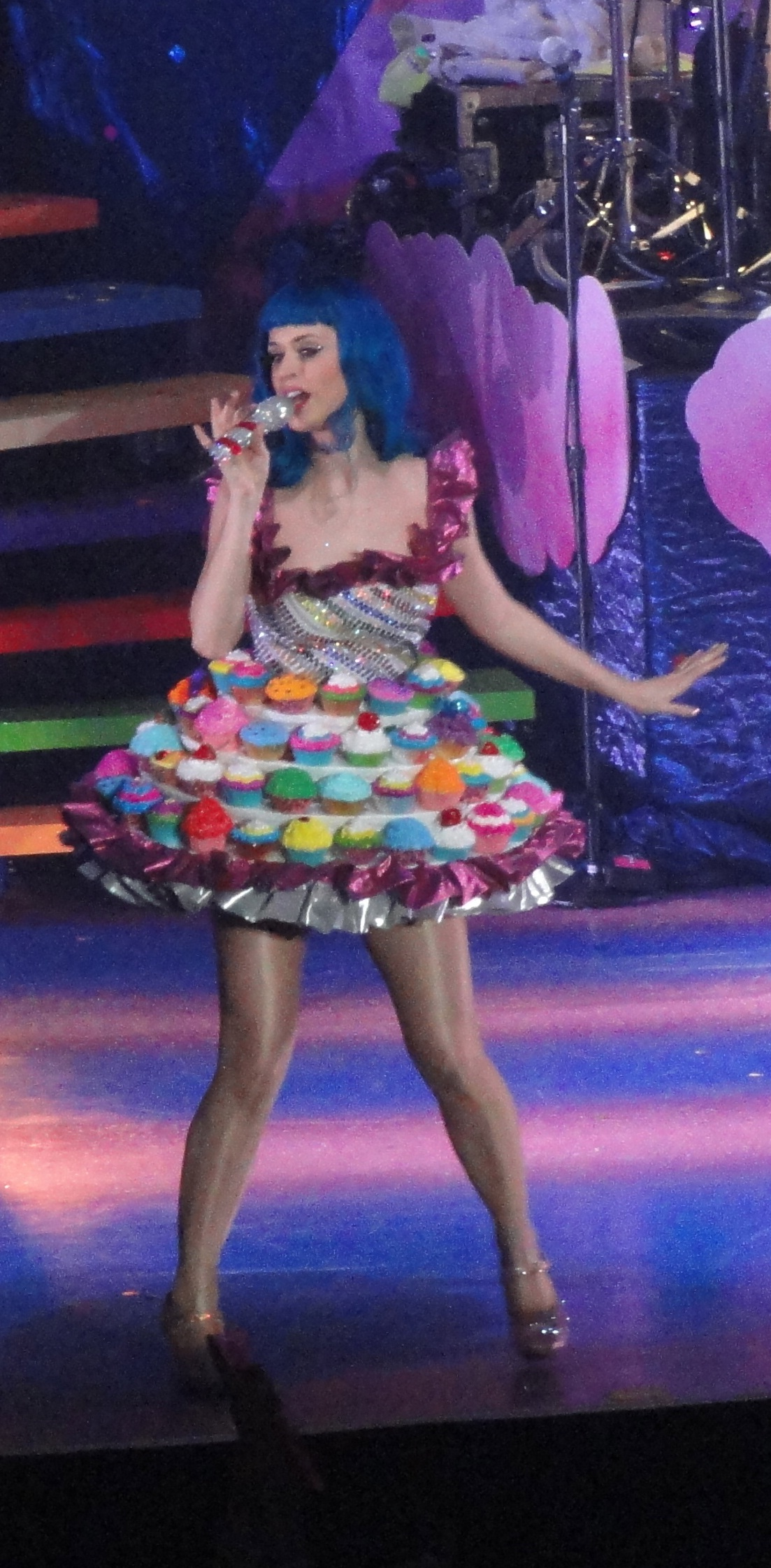
Katy Perry interpretando "California Gurls" na The California Dreams Tour.

Perry começou a trabalhar no álbum em 13 de outubro de 2009, ela revelou que o álbum se concentraria no "turbilhão" último ano de sua vida, lidando com sua nova fama, amizades, relacionamentos, afirmando ainda que "não vou falar apenas sobre a batida e dançar, quero abordar algo mais profundo". O trabalho no projeto envolveu colaborar com numerosos artistas e produtores incluindo Greg Wells, Guy Sigsworth, Dr. Luke, Max Martin, Ryan Tedder, Rivers Cuomo, Thaddis "Kuk" Harrell, Greg Kurstin, Benny Blanco, Darkchild, Cathy Dennis, Ester Dean, The-Dream e Christopher "Tricky" Stewart. Mais tarde, o vocalista da banda Weezer, Rivers Cuomo, disse à Buzznet que estava trabalhando com Katy Perry em composições para o seu segundo álbum. O produtor Christopher "Tricky" Stewart, que produziu as canções "Single Ladies (Put a Ring on It)" para Beyoncé e "Umbrella" para Rihanna, confirmou à Rap-Up em dezembro de 2009 que estava co-escrevendo e que iria produzir o álbum de Perry, mas sem alterar o estilo musical da artista, "estamos tentando escrever grandes canções, apenas fazendo realmente. É claro que temos interesses em criar músicas fortes. [...] É um estilo diferente para mim. É um projeto muito importante para mim, porque as pessoas estão esperando para ver o que eu vou fazer". Dr. Luke e Max Martin já haviam trabalhado com a cantora antes, sendo os responsáveis por "I Kissed a Girl" e "Hot n Cold" de One of the Boys. "Trabalhar com Max Martin e Dr Luke foi uma colaboração maravilhosa. Eu trabalhei com eles no meu disco One of the Boys, e queria eles neste projeto. Dessa vez, não vão ser duas canções, teremos seis ou sete", disse Perry à Rolling Stone em janeiro de 2010. Ainda em janeiro, Dr. Luke disse à HitFix.com que a cantora havia criado uma mixtape com músicas pop da década de 1990 para que ele tivesse noção do estilo musical que ela queria. Calvin Harris havia sido escolhido para produzir o álbum, mas segundo a cantora, durante a sua chegada nos Nickelodeon Kids' Choice Awards de 2010, "ele ficou muito famoso e não aconteceu". "Ela e eu estamos, atualmente, trocando mensagens de texto, mais ou menos nos últimos cinco meses de trabalho neste álbum, tentando pôr as coisas em dia. Eu tenho três canções incríveis que estão apenas começadas [...] São essas ideias que quero finalizar com ela. Então, literalmente, nos próximos três dias, eu vou viajar com um microfone e coisas de estúdio, trocar e-mails com ela e espero conseguir colocar uma das músicas no disco, no último minuto", contou Ryan Tedder à MTV em abril de 2010.
O álbum foi gravado no estúdio da Capitol Records em Hollywood, Los Angeles que fica na Califórnia, entre 13 de janeiro e 30 de abril de 2010. Perry comentou ao HitFix como foi o processo de gravação e a organização das músicas do álbum: "Nós trabalhamos em Santa Barbara e Los Angeles. Eu contava a todo mundo que tinha muitas jóias, mas não tinha a coroa [...] Quando finalmente encontrei a coroa, as joias passaram a fazer sentido".

## Lançamento e capa

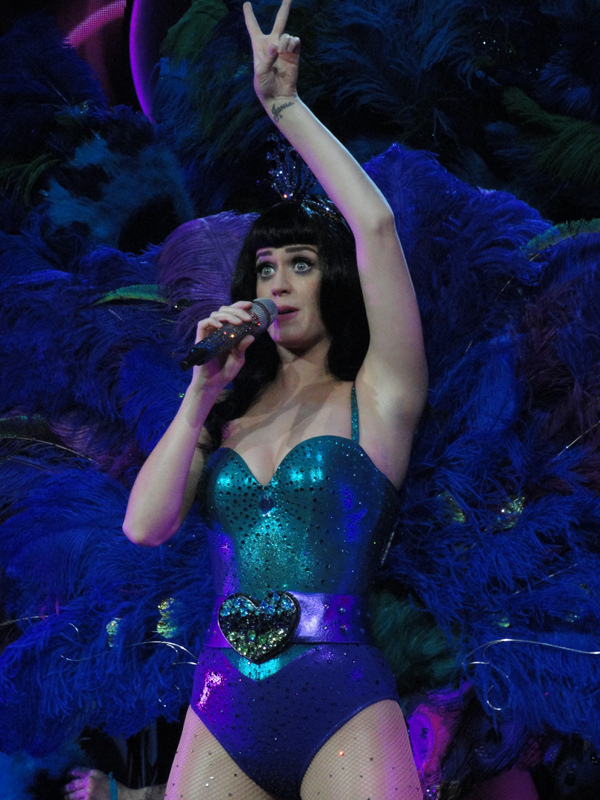
Perry cantando "Peacock" na The California Dreams Tour.

O título do segundo álbum foi revelado oficialmente por Perry em maio de 2010, dias após o lançamento de "California Gurls". "Quis chamar o álbum de Teenage Dream porque tem uma música no disco com o mesmo nome que eu escrevi em Santa Barbara, e foi um momento muito puro para mim, porque é de onde eu sou", revelou a cantora à MTV News. O segundo álbum da cantora foi lançado em 24 de agosto na América do Norte, nos formatos Compact Disc e download digital, distribuídos pela Capitol Records e iTunes, respectivamente. Mundialmente, Teenage Dream foi lançado em 30 de agosto de 2010 e distribuído pela EMI Music Publishing Group nos mesmos formatos. Na versão original foram incluídos os remixes de Passion Pit e Kaskade para "California Gurls" e "Teenage Dream", respectivamente. Comercializado a partir de 27 de agosto nos Estados Unidos, a capa da versão deluxe do álbum foi aromatizada com cheiro de algodão doce, de acordo com a MTV. Além do CD padrão com doze faixas originais, a versão deluxe é formada por um CD bônus chamado Dream On — constituído pelas canções "Starstrukk" do duo 3OH!3 e "If We Ever Meet Again" do produtor Timbaland; além de remixes do Passion Pit, MSTRKRFT e Armand Van Helden para "California Gurls" e de Kaskade para "Teenage Dream".
Na dedicatória, a cantora assinou como "Katy Hudson Perry Brand", dizendo:
| “ | Eu acredito que quando o talento encontra preparação e oportunidade, você respira sucesso. Eu agradeço a Deus pelo meu talento e agradeço a minha maravilhosa e divertida família por meu DNA. A preparação, eu agradeço as brilhantes pessoas que me ajudaram a crescer musicalmente e pessoalmente. Nós somos um time do qual temos que nos orgulhar muito. Finalmente pela oportunidade... de encontrar você. Você é fundamental para minha existência, e eu nunca esquecerei disto. Faremos grandes coisas juntos — você espera, assiste e escuta. Eu espero que este CD cause uma fagulha nos fogos de artifícios de seus sonhos, não importa quais sejam seus obstáculos — seu puro e verdadeiro sonho de adolescente. Da minha nuvem de algodão doce da Califórnia. Ame o meu novo e melhorado trabalho." | ” |

As capas dos dois primeiros singles foram fotografadas por Emma Summerton em abril de 2010, sendo que outras três imagens fotografadas pela artista foram lançadas para promover o álbum em julho. A capa oficial do álbum apresenta uma pintura de Perry, feita pelo artista plástico Will Cotton, na qual ela é vista deitada nua, ligeiramente envolta pelas nuvens rosadas de algodão doce – o que é considerado marca registrada do pintor, que traz imagens com alusão a doces. Na imagem da pintura, o corpo da cantora novamente faz referência à estética das pin up girls, com o contorno curvilíneo e erotização do corpo de forma sensual e inocente. Sua pele parece estar bronzeada e viçosa; o cabelo negro em contraste com o batom vermelho; lábios levemente abertos; os braços da cantora delicadamente postos sobre a nuvem; a posição das pernas dobradas para cima, com os pés gentilmente postos juntos; isso tudo reforça a ideia de que ela é "o sonho", referido no título do álbum. O olhar de demanda inocente, e, ao mesmo tempo, provocativo da artista alimenta um tema que aparenta estar no foco geral do álbum: o elemento sugestivo. O título do álbum, aparece, assim como no segundo, na parte inferior. Seus caracteres são preenchidos por uma estampa de bala e grafados de forma que parecem estar derretendo. Toda a pintura é ambientada com um céu azul de fundo, que remete ao sonho, tema explícito no título do álbum. Mais uma vez, o nome da cantora aparece na parte superior, sendo saliente, devido ao seu tamanho em relação aos demais elementos. Nesse trecho escrito, é visto uma tipografia bem  parecida com a que foi utilizada no álbum anterior: letra cursiva, caracteres cheios, arredondados e inclinados.

## Estrutura musical

### Influências e conceito
Basicamente, uma das maiores influências de Teenage Dream e da carreira de Katy Perry foram a banda Queen e a cantora Alanis Morissette. Ela também ressaltou que o estilo musical de seu segundo álbum seria como uma fusão de "Lovefool" dos The Cardigans com "The Sign" dos Ace of Base, "para fazer as pessoas sentirem a vontade de darem as mãos para andar de patins". "Quando saí em turnê, senti que faltavam músicas para fazer as pessoas irem para cima e para baixo. Eu amo a sensação quando todos estão pulando juntos", disse a cantora à HitFix a respeito do novo estilo que iria produzir. O grupo ABBA e a canção de Madonna, "Into the Groove", também foram influências para o novo álbum. Perry ainda comentou sobre o estilo musical de seu álbum em entrevista à Revista Nylon, afirmando que as músicas não seriam "tão irritantes" em relação as anteriores, dizendo que gostaria de ser a nova Morissette no mercado musical em 2010. Durante os Nickelodeon Kids Choice Awards de 2010, Perry havia revelado que tinha sido fortemente influenciada pela música dos anos 1990 e Cyndi Lauper, apelidando seu trabalho de "prazer culposo". Segundo a cantora, suas novas músicas "exploram sua fé, convicção e admiração do mundo sobrenatural" e que "apesar de divertidas, elas têm conteúdo e não foram feitas apenas para festas". Bonnie McKee, co-compositora de Teenage Dream, em entrevista à Buzzworthy MTV declarou: "Ele [o álbum] foi inspirado pela condição de adolescente. Ambas [Katy e eu] tínhamos uma obsessão com esse tempo em nossas vidas. Temos um fascínio mútuo com a arquibancada e o baile e todas as coisas que nunca chegamos a ter.[...] É por isso que Katy Perry é uma estrela enorme. Ela pode ser uma megera e vestir trajes pequenos com uma piscada e um sorriso, mas ela também pode ser muito honesta e vulnerável". Desde as primeiras vezes em que começou a falar sobre seu novo álbum, Perry havia dito que ela não estava visando o crescimento musical; ela queria apenas ter certeza de que seus fãs tivessem o que eles esperavam.

### Estilos musicais e temas
"Algumas músicas são bem doces, mas quando você ouve o álbum inteiro, é completamente apetitoso. Não queria fazer só músicas para festas. As pessoas vivem vidas reais, trabalham, têm relacionamentos. Existe uma parte mais substancial e também perspectiva nesse álbum. 'Circle the Drain' é minha 'You Oughta Know' de Alanis Morissette. Falo a palavra 'foda-se' umas cinco vezes na música, mas não acho que vá chocar as pessoas — você sempre diz isto quando precisa."

— Katy Perry em entrevista à Kim Dawson do Daily Star.
A sonoridade de Teenage Dream é derivada de uma grande variedade de gêneros pop, ao mesmo tempo em que incorpora fortemente diferentes estilos musicais não ouvidos em seus lançamentos anteriores; disco e eletrônica são exemplos. Enquanto isso, outras canções seguem um estilo pop-rock, com uso de sintetizadores que consequentemente, deram às canções um ritmo musical de electro-rock. A cantora usou um tema romântico na faixa-título do álbum, cuja letra relata-nos a ideia do primeiro amor, um amor intenso e perfeito que parece a Perry um "sonho" pela tamanha felicidade que sente. A seguinte, "Last Friday Night (T.G.I.F.)", é uma ode à festas pesadas e loucas. Foi comparada pela cantora como uma nova versão de "Waking Up in Vegas". Escrita como resposta à "Empire State of Mind" (que homenageia Nova Iorque), "California Gurls" é composta por sintetizadores com efeitos sonoros solares e faz ode às garotas e ao estilo de vida californiano, chamado por James Montgomery da MTV News como "canção-tema de praia". Ela disse: "Todo o mundo tem a canção de Nova Iorque, mas que merda. E onde fica LA? Onde fica Califórnia?". "Firework" foi inspirada no clássico livro de Jack Kerouac, On the Road, onde a artista deixa agora a romantização da adolescência e foca-se agora nas inseguranças presentes nesta idade. A atenção é agora naqueles que se sentem excluídos do mundo. A intérprete canta como não devemos considerar as nossas singularidades como algo negativo, mas sim destacá-las. Só assim vamos brilhar como "fogo de artifício". A canção segue um ritmo musical de house music mixado à violinos, mas destacou-se por sua letra inspiradora e motivadora.
"Peacock" apresenta letras de duplo sentido. Nele, a cantora faz um trocadilho do pavão com o órgão genital masculino. Apesar de ser uma das canções mais pedidas a serem single, a repetição de peacock-cock-cock até fez surgirem algumas versões censuradas. "Circle the Drain", que é um rock energético e acelerado com influências disco, é liricamente sobre o comportamento autodestrutivo de um ex-namorado viciado em drogas. O clima ainda continua agitado em "The One That Got Away", que contém elementos de pop-rock. Aqui, a intérprete trata sobre seu relacionamento com o músico Josh Groban. Já E.T., a seguinte, é uma música eletrônica de andamento médio com influências de trap, dubstep e hip-hop. A faixa, que foi lançada como um remix com participação do rapper Kanye West, fala sobre se apaixonar por uma pessoa muito diferente usando metáforas alienígenas. Em "Who Am I Living For?", ela expressa sobre sua espiritualidade e fé, onde cita na música a personagem bíblica, Ester, como inspiração e exemplo. A nona obra de Teenage Dream é a tímida "Pearl", com letras pessoais e feministas. É sucedida pela contagiante "Hummingbird Heartbeat", que resgata o espírito intenso de uma grande paixão que Teenage Dream tinha mostrado. É, musicalmente, um pop-rock. A última canção do álbum, "Not Like the Movies", é a única amostra de uma balada ao piano em todo o disco. Trata sobre um relacionamento amoroso em que uma mulher não se sente apaixonada e ainda espera pelo homem dos seus sonhos, ou "príncipe encantador".

## Recepção

### Crítica profissional
| Críticas profissionais | Críticas profissionais |
| Pontuações agregadas   | Pontuações agregadas   |
| Fonte                  | Avaliação              |
| ---------------------- | ---------------------- |
| Metacritic             | 52/100                 |
| Avaliações da crítica  |                        |
| Fonte                  | Avaliação              |
| About.com              | 4.5 de 5 estrelas.     |
| Allmusic               | 2.5 de 5 estrelas.     |
| Entertainment Weekly   | (B-)                   |
| G1                     | (mista)                |
| Los Angeles Times      | 3 de 4 estrelas.       |
| Rolling Stone          | 3 de 5 estrelas.       |
| Slant Magazine         | 1.5 de 5 estrelas.     |
| UOL                    | (positiva)             |
| The Guardian           | (negativa)             |
| Rolling Stone Brasil   | 2.5 de 5 estrelas.     |

Basicamente, Teenage Dream recebeu diversas críticas mistas da mídia especializada. O agregador de resenhas Metacritic deu ao álbum uma média de 52 de 100, baseando-se em 19 avaliações, o que indica análises predominantemente negativas.
"Há outras grandes canções pop [...] Mas o primeiro sucesso esmagador de Perry é uma canção de garotas adolescentes da Califórnia. A canção define o álbum, que é sobre as garotas californianas: suas esperanças, seus sonhos", comentou Rob Sheffield, da Rolling Stone, fazendo uma crítica mista sobre o álbum. Gustavo Miller, do Portal G1, também fez uma crítica semelhante sobre o disco, dizendo que ele "[...] pode ser dividido em dois: até a quinta música, Katy personifica o melhor do pop atual [...] Nas próximas sete músicas, ela se perde, cai em lugares-comuns e mostra um som tedioso — o mesmo já aconteceu no trabalho anterior. Katy é uma hitmaker, sem dúvida alguma, mais ainda lhe falta um trabalho consistente, que não dependa apenas de dois singles fortes. Afinal, ela agora é uma estrela pop". Stephen Thomas Erlewine, do banco de dados Allmusic, deu ao álbum duas estrelas e meia de cinco. André Sollitto, da Revista Época, afirmou que o projeto possui "12 faixas repletas de batidas eletrônicas dançantes e refrões pegajosos repetidos à exaustão, elementos cuidadosamente elaborados para vencer nas paradas de sucesso", salientando que a ousadia de Perry no disco "vai muito além da mostrada por suas companheiras de pop, como Rihanna, Lily Allen e Ke$ha". Kitty Empire, do jornal britânico The Guardian, disse que "[...] É doloroso relatar que o segundo álbum de Perry é um produto pop intolerante, com tão pouco humor ou inteligência expressa tão fluentemente por seu guarda-roupa e escolha de namorado. [O álbum] faz você implorar por Gwen Stefani, que fez um pop digital com visual retrô dos anos 1950 muito melhor, ou a imagem e mensagem sexual de Kelis, cuja canção 'Milkshake' tinha a decência de divertir, assim como excitar". Matthew Cole da Slant Magazine, comentou que "apenas duas ou três canções justificam a existência desse álbum". Enquanto isso, Elysa Gardner, do USA Today, elogiou "Pearl" e "Not Like the Movies", dizendo que "por não ter medo de abrir seu coração, Perry sugere que ela tem muito mais a oferecer do que uma piscada de olho e chamar a atenção". Gardner também elogiou a cantora e disse que "Atualmente, Lady Gaga monopolizou o mercado por comparações com Madonna, mas Teenage Dream constitui um forte motivo para que Perry seja uma verdadeira e criativa descendente". Thiago Mariano, do Diário do Grande ABC, escreveu que "apesar das nuvens de algodão doce que estampam a capa do álbum, a primeira audição já deixa certeza que o disco, ao contrário de nublado, está mais para ensolarado". Nick Levine, do Digital Spy, deu cinco estrelas ao disco, apelidando-o de "ode ao amor jovem", finalizando sua resenha dizendo que ele "tem algo que é grande, saboroso e impossível de não devorar".
Greg Kot, do Chicago Tribune, fez uma resenha negativa ao disco. Ele criticou a produção, chamando-a de "tipo-Frankenstein", além de achar os vocais de Perry "robóticos" e sem "qualquer elegância ou nuance". Leah Greenblatt, da Entertainment Weekly, falou que o disco "parece bionicamente projetado para fazer dela [Katy Perry] uma garota para todas as temporadas da Billboard". Em sua crítica, o The Independent teve opinião semelhante, salientando que, em relação a Katy Perry, a gravadora "sabe o que está fazendo, e a combinação de 'convencionalmente atraente' adicionada à 'ousada sem ser assustadora', será sem dúvida equivalente a vendas saudáveis para seu segundo álbum 'pop'". O site Sputnikmusic afirmou esperar que o álbum fosse apenas um contratempo na carreira de Katy Perry, enquanto a BBC disse que "se Teenage Dream esforçou-se para surpreender, é um triunfo parcial. Não há individualidade, inteligência e caráter em abundância. Mas [...] sugere que ela está estagnada no caminho de algo muito maior". Jacqueline Smith, do The New Zealand Herald, deu três estrelas ao disco, além de uma resenha favorável, na qual diz que ele "funciona", contém "quatro singles que são igualmente, se não até mais, contagiosos do que I Kissed a Girl", e alega que "o álbum é uma forma segura de agradar às multidões". Jessica David, da Glamour Magazine, disse que "é difícil ficar parado ouvindo esse LP", salientando que a espera pelo segundo trabalho pop de Perry valeu a pena.

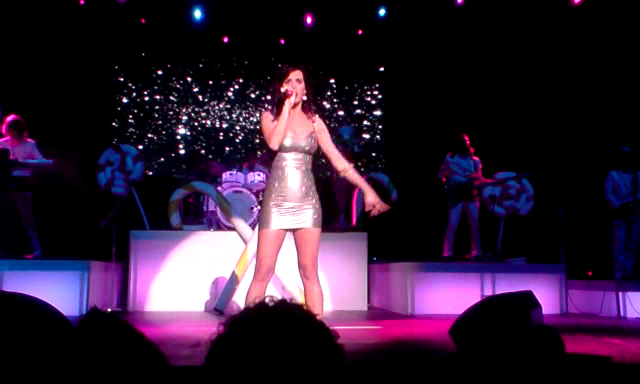
Katy Perry apresentando "E.T." em um show em Budapeste.

O The Village Voice afirmou que "na melhor das hipóteses, Teenage Dream fornece a euforia da adolescência, com apenas um toque de nostalgia melancólica. Não há nenhum conceito abrangente". O The Washington Post publicou: "quanto mais a estrela pop de 25 anos de idade trabalha para cultivar a sua imagem, mais sem rosto ela se torna.[...] E isso é uma pena, porque Perry tem uma poderosa voz flexível que é capaz de transportar o material dramático. É muito mais forte do que a de Britney Spears e muito mais rigidamente controlada do que a arrogância exagerada de uma Christina Aguilera". Mikael Wood, da Spin Magazine, fez uma revisão mista, observando que, devido às letras provocativas de certas canções, o álbum "não irá decepcionar os pais que procuram razões para se preocupar com seus filhos". De forma semelhante, Braulio Lorentz, da Billboard Brasil, destacou a qualidade da faixa-título, de "California Gurls" e de "Heartbeat Hummingbird", porém criticou algumas canções que considerou vulgares, acrescentando que o álbum "encontra 14 maneiras diferentes de fazer referência ao coito". Por outro lado, Neil McCormick, revisor do Daily Telegraph, deu três estrelas ao CD, dizendo: "Perry parece ser mais atrevida do que transgressora em Teenage Dream. Há uma sensação desconcertante de uma cantora e compositora sensível tentando se fazer ouvir". O crítico ainda elogiou o novo trabalho da estadunidense, dizendo: "nenhuma despesa foi poupada produzindo um brilhante e altamente comercial produto pop", destacando também a participação de famosos produtores da indústria fonográfica neste disco. A versão inglesa do Yahoo! Music comentou a qualidade de "Circle the Drain", porém afirmou que o álbum "não é tão divertido quanto Perry alegou", dando-lhe uma nota 4 em 10; a versão australiana, por outro lado, deu-lhe uma nota 8 em 10, elogiando "Who Am I Living For?", "Not Like the Movies", e dizendo que o "senso de humor atrevido" da cantora "está estampado em todo o álbum".
Em uma crítica publicada na UOL, Mesfin Fekadu disse que "o novo disco de Katy Perry é como uma máquina mágica de caça-níqueis: escolha qualquer música e você ouvirá um hit. Teenage Dream, o segundo lançamento da cantora, é um conjunto de 12 músicas de diversos sabores: formidáveis batidas dançantes, groove e baladas pop sutis e suaves — como o corpo nu de Perry na nuvem que estampa a capa do álbum [...] Mas outra grande razão para a magia do disco de Perry é ela mesma. Ela é dona de um vozeirão e consegue cantar músicas pop mais picantes como Britney Spears e Ke$ha, cujos vocais são geralmente susurrados e fracos, desaparecendo ao fundo das batidas das músicas. A voz de Katy não só guia a batida como a desenvolve". Steve Leftridge, do PopMatters, deu uma nota quatro em dez para o disco, dizendo que certas músicas "não são nem fortes nem nervosas, nem inteligentes, nem sonoramente interessantes o suficiente para emprestar qualquer credibilidade genuína a Perry como um artista séria". Bill Lamb, do About.com, escreveu que "[...] quer tenha gostado do álbum ou não, ele está destinado a ser um marco na música pop". Em uma crítica publicada na Rolling Stone Brasil, José Julio do Espírito Santo destacou a variedade de temas das canções do disco, completando: "Deitada seminua nas nuvens, feito Lolita pedindo atenção, Perry consegue dar vislumbres conceituais a um trabalho eminentemente pop. [...] Ela pode não ter a voz de Amy Winehouse, o impacto de Lady Gaga ou a imponência de Beyoncé, mas, com Teenage Dream, Katy Perry ainda anima a festa".

### Prêmios e indicações
Na 53.ª cerimônia dos Grammy Awards, ocorrida em 2011, Teenage Dream foi nomeado para Álbum do Ano e Álbum Vocal de Música Pop; além disso, o primeiro single, "California Gurls", foi indicado para Desempenho Duo ou Grupo de Música Pop e o segundo single, a faixa-título, foi nomeado para Melhor Performance Feminina Pop. O disco ganhou um prêmio na categoria Álbum Internacional do Ano no Juno Awards de 2011 e, durante o American Music Awards do mesmo ano, rendeu à Perry um prêmio especial por ser a primeira mulher com cinco singles de um mesmo CD no topo da principal parada norte-americana. Durante a 54.ª edição dos Grammy Awards, ocorrido em 2012, a canção "Firework" foi indicada nas categorias Gravação do Ano e Desempenho Solo de Música Pop.
| Ano  | Prêmio                 | Categoria                       | Resultado |
| ---- | ---------------------- | ------------------------------- | --------- |
| 2010 | American Music Awards  | Álbum Favorito Pop/Rock         | Indicado  |
| 2011 | Billboard Music Awards | Melhor Álbum Pop                | Venceu    |
| 2011 | BRIT Awards            | Álbum Internacional             | Indicado  |
| 2011 | Grammy Awards          | Álbum do Ano                    | Indicado  |
| 2011 | Grammy Awards          | Melhor Performance Feminina Pop | Indicado  |
| 2011 | Juno Awards            | Álbum Intenacional do Ano       | Venceu    |

## Singles

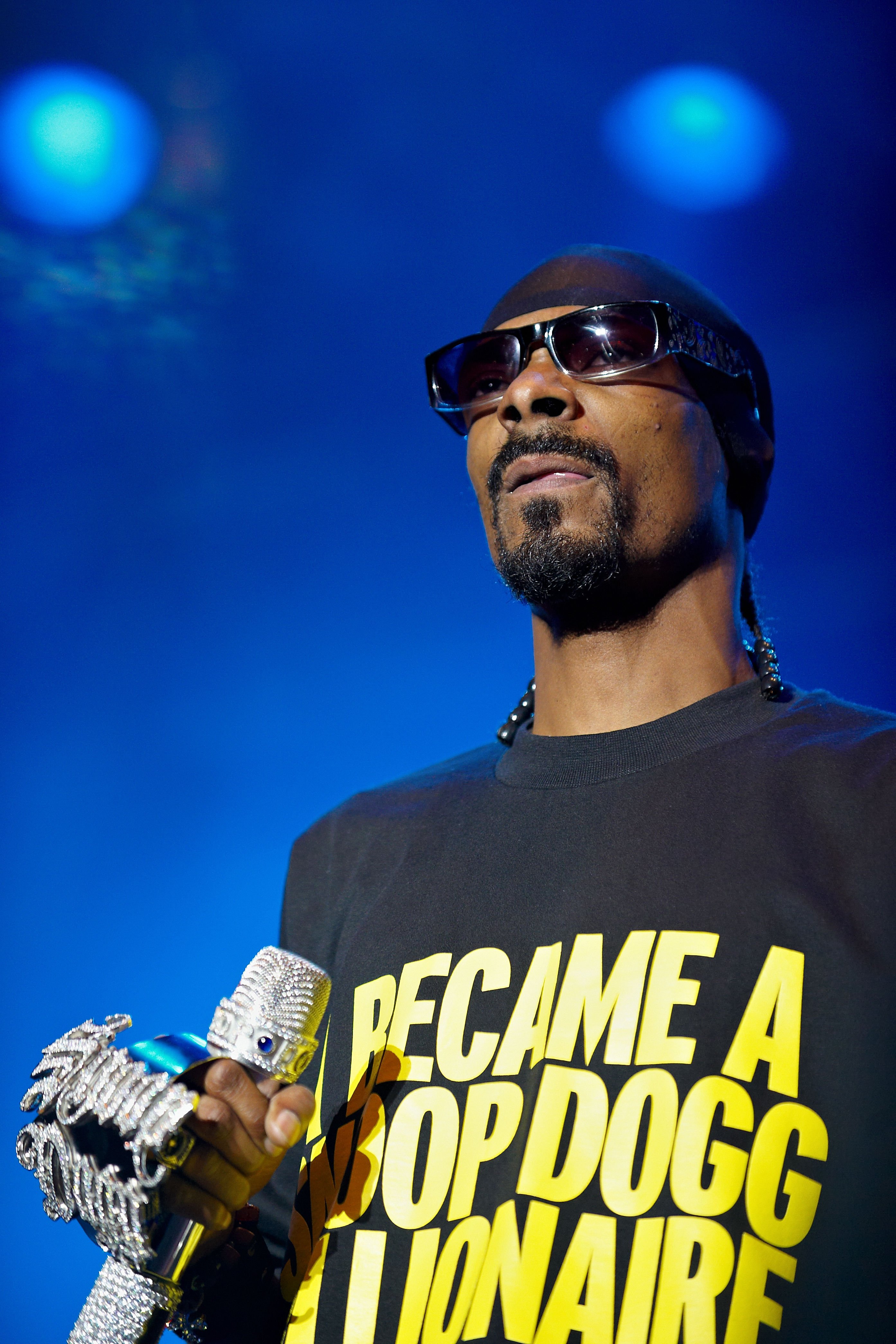
Snoop Dogg participou do single "California Gurls".

"California Gurls", que conta com a participação do rapper Snoop Dogg, foi lançado em 7 de maio de 2010 como o primeiro single oficial de Teenage Dream. Com 294.000 downloads legais na loja virtual iTunes em apenas uma semana, a canção tornou-se um enorme sucesso musical e foi eleito pelo canal MTV como uma das "Músicas do Verão Americano de 2010". A canção ficou no pódio das paradas musicais da Austrália, Alemanha, Canadá, Brasil, Estados Unidos, Nova Zelândia e Reino Unido e superou a marca de 3 milhões de downloads legalizados em apenas 11 semanas no iTunes, dando à Katy Perry um recorde por ser a única cantora a vender esta quantidade de músicas em tão pouco tempo. Dirigido por Mathew Cullen, o videoclipe com estreou em 15 de junho de 2010 e mostra a cantora em um mundo ficcional, chamado Candyfornia. A canção venceu nas categorias Melhor Single e Música do Verão nos Teen Choice Awards de 2010 e foi indicado como Melhor Vídeo Feminino e Melhor Vídeo Pop nos MTV Video Music Awards de 2010. A canção também foi indicada aos prêmios de Canção do Ano e Vídeo do Ano nos MTV Europe Music Awards de 2010.
A faixa-título, "Teenage Dream", foi lançada como segundo single do álbum em 22 de julho no iTunes. Em apenas três dias após seu lançamento, a canção foi adicionada à programação de 87 rádios estadunidenses, dando à cantora um recorde por Inserções nas Rádios. O single conseguiu o primeiro lugar nas paradas musicais New Zealand Singles Chart, da Nova Zelândia, e Billboard Hot 100, dos Estados Unidos, além de estar listado nas paradas musicais da Austrália, Canadá e Suécia. O videoclipe da faixa foi dirigido por Yoann Lemoine e lançado em 10 de agosto de 2010, onde a cantora interpreta uma adolescente e aparece em cenas sensuais com o ator Josh Kloss. Na Austrália, a canção foi classificada como Disco de Platina.
"Firework" foi promovido como terceiro single oficial do álbum a 26 de outubro de 2010. A faixa atingiu o primeiro lugar na parada norte-americana Billboard Hot 100 e os 5 primeiros de vinte paradas musicais em todo o mundo. O videoclipe da canção foi produzido a partir de 28 de setembro de 2010 com o patrocínio da companhia telefônica europeia Deutsche Telekom, que promoveu um concurso para selecionar alguns fãs da cantora que apareceram no vídeo. Apesar de não detalhar muito sobre ele, o videoclipe foi descrito pela cantora como "tocante", durante sua passagem nos MTV Video Music Awards de 2010. O vídeo musical foi dirigido por Dave Meyers e gravado em Budapeste, tendo sido dedicado ao projeto americano "It Gets Better Project", uma organização antibullying que visa diminuir o preconceito e suicídios entre homossexuais. O clipe foi o vencedor da categoria Vídeo do Ano do VMA 2011.

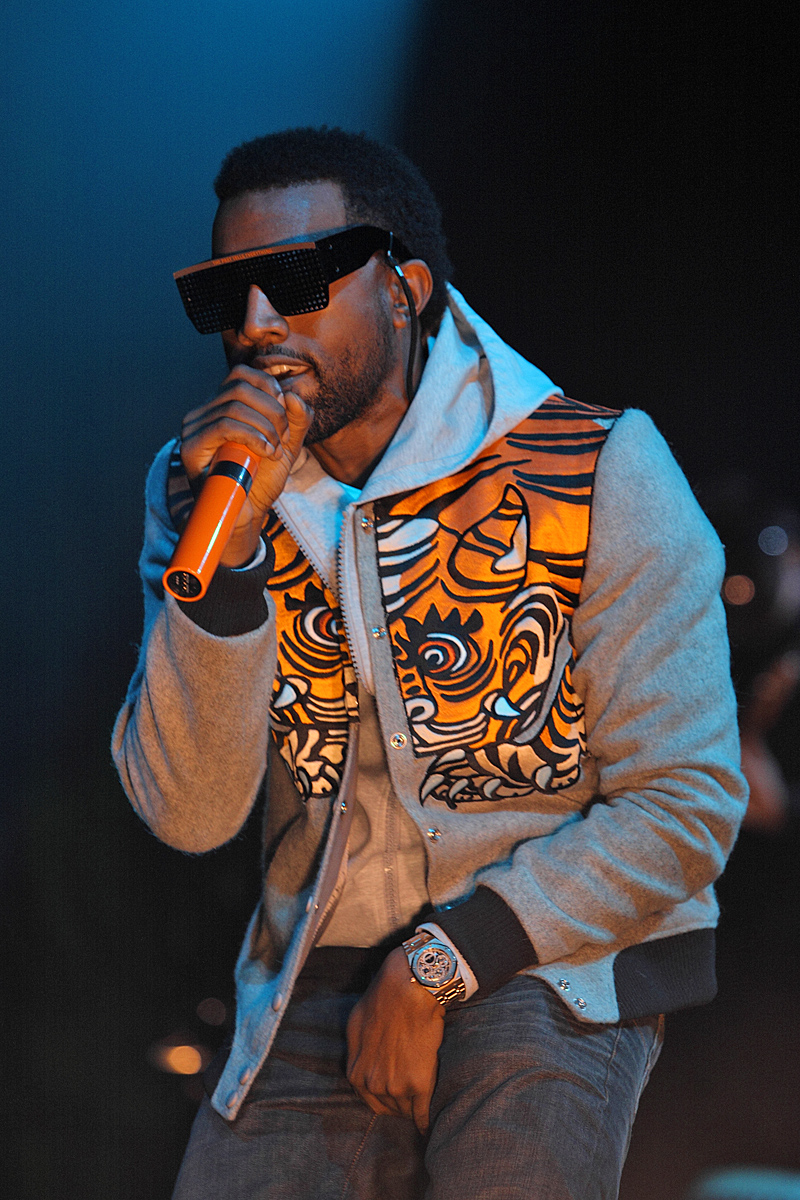
O rapper Kanye West participou do single "E.T.".

Inicialmente, cogitou-se que "Peacock" seria lançada como o quarto single do álbum, porém muito fãs não concordaram, pois achavam a canção controversa e vulgar; então, Perry lançou uma enquete na rede social Twitter para saber qual deveria ser o próximo lançamento, de acordo com os fãs. A cantora anunciou, através de sua página no Facebook, que a música vencedora foi "E.T.". Lançada originalmente em 16 de Fevereiro, a versão para as rádios contou com a participação de Kanye West. O vídeo musical correspondente foi dirigido por Floria Sigismondi e teve a participação do rapper. Divulgado a 31 de março, o vídeo destacou-se principalmente por seus efeitos especiais de alta qualidade e pela maquiagem intensa que a cantora usava para representar um ser extraterrestre. Ao chegar à marca de 3 milhões em vendas digitais, se transformou na sexta canção de Perry a alcançar este patamar. Posteriormente, a música comercializou mais de 4 milhões de cópias, sendo a mais vendida no primeiro semestre de 2011 e fazendo da interprete a primeira artista da história a ter cinco de suas canções com venda por download (música digital comercializada exclusivamente pela internet) superior a 4 milhões de cópias cada uma – as outras foram "California Gurls", "Hot n Cold", "I Kissed a Girl" e "Firework". Ao alcançar o primeiro lugar nos Estados Unidos, a faixa converteu Teenage Dream no nono álbum na história de paradas da referencial revista sobre música Billboard a produzir quatro sucessos de número 1.
Em 25 de abril de 2011, o website britânico Digital Spy divulgou que "Last Friday Night (T.G.I.F.)" se tornaria o quinto single do álbum. A canção, lançada oficialmente a 6 de junho, teve um EP homônimo de remixes. O vídeo musical, lançado em 14 de junho, homenageia os anos 1980, onde Perry aparece caracterizada como uma "adolescente nerd". O vídeo também conta com diversas participações especiais de atores e cantores famosos. O diretor do clipe, Marc Klasfeld, disse que o mesmo fora feito de forma a promover a faixa para que esta se tornasse o quinto single número 1 de Teenage Dream nos Estados Unidos. Se alcançasse esta marca, a cantora se tornaria a primeira cantora da história, e a segunda artista após Michael Jackson, a conseguir tal feito. Para igualar o recorde dele, a faixa recebeu uma versão remix com participação da rapper Missy Elliot que foi vendida por $ 0,69 centavos em lojas virtuais, um preço considerado abaixo do padrão. Uma vez que a revista Billboard soma os downloads das versões original e remix como se fossem uma só, a versão original acaba subindo posições nas tabelas musicais. Em 18 de agosto de 2011, "Last Friday Night (T.G.I.F.)" alcançou o topo da parada Hot 100 da Billboard, assim como os quatro singles anteriores, tornando o disco o segundo da história a realizar esta façanha. Além disso, no mesmo mês, a música alcançou o primeiro lugar da parada musical norte-americana Pop Songs, assim como todos os seus antecessores. Desta forma, Teenage Dream tornou-se o primeiro disco em 19 anos – desde a criação do gráfico – a emplacar cinco singles em primeiro lugar, ultrapassando o recorde dos discos The Fame de Lady Gaga e FutureSex/LoveSounds de Justin Timberlake. Além dos Estados Unidos, a faixa também liderou as paradas do Brasil, do Canadá e da Irlanda.
Com o objetivo de fazer com que Perry se torne a primeira artista da história a ter um sexto trabalho de um mesmo disco no primeiro lugar da Billboard Hot 100, "The One That Got Away" foi lançada como o sexto single oficial de Teenage Dream em 28 de setembro de 2011. O vídeo musical da faixa mostra Perry como uma idosa recordando-se de seu passado e do romance vivido com seu companheiro, interpretado pelo ator mexicano Diego Luna. Posteriormente, de forma semelhante à feita com "Last Friday Night (T.G.I.F.)", a música recebeu uma versão remix, com participação do rapper B.o.B, e teve seu preço diminuído em lojas virtuais como a iTunes Store. Entretanto, apesar dos esforços da gravadora de Perry, a melhor posição alcançada pela faixa nos Estados Unidos foi o terceiro lugar. Apesar disso, quando a faixa alcançou o topo da Hot Dance Club Songs — que lista as canções mais populares nas boates dos Estados Unidos — Teenage Dream tornou-se o primeiro disco da História a colocar sete canções no primeiro lugar dessa tabela; as outras músicas incluem os cinco singles predecessores e "Peacock".

### Canções promocionais e destacadas
As canções "Not Like the Movies", "Circle the Drain" e "E.T.", a última sem participação de Kanye West, foram lançadas como singles promocionais em uma contagem regressiva até o lançamento do álbum. Em 3 de agosto, "Not Like the Movies" foi lançada e, mais tarde, apareceu listada na posição 41 e 53 da Canadian Hot 100 e Billboard Hot 100, respectivamente. "Circle the Drain", que foi lançada em 10 de agosto, ficou na posição 30 nas paradas canadenses, 36 nas neozelandesas e 58 nas norte-americanas. A canção "E.T.", que posteriormente se tornou um single oficial, teve um maior desempenho e ficou na décima terceira posição no Canadá, e quadragésima segunda nos Estados Unidos. Apesar de não ter sido lançada como single ou canção promocional, "Peacock" foi listada na posição 56 da Canadian Hot 100 e alcançou o primeiro lugar da Hot Dance Club Songs.

## Promoção

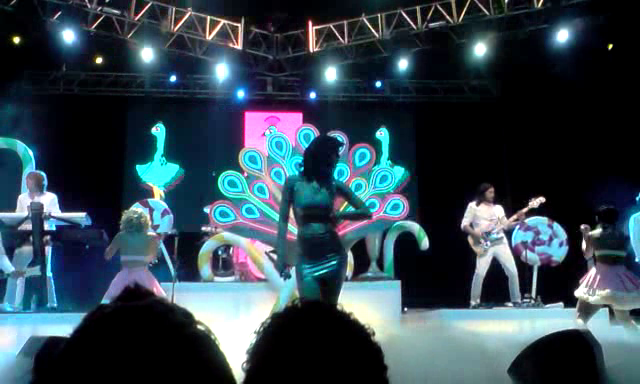
Performance de "Peacock" durante um show em Budapeste em 1 de outubro de 2010.

Perry começou a promover Teenage Dream em 6 de junho de 2010, com a performance de "California Gurls", ao lado de Snoop Dogg, nos MTV Movie Awards. O conceito artístico inspirado em Candyfornia para o cenário das performances, foi usado pela primeira vez em 20 de junho durante a apresentação da canção dedicada à Califórnia nos MuchMusic Video Awards de 2010. Perry participou do festival musical MTV World Stage 2010: Live in Malaysia, no início de agosto, onde promoveu "California Gurls", "Teenage Dream" e "Peacock", junto de outras canções de One of the Boys. Além de apresentar a cerimônia, realizou a performance de "Teenage Dream" como abertura dos Teen Choice Awards em 9 de agosto. No dia do lançamento do álbum nos Estados Unidos, foram realizadas performances de "California Gurls", "Teenage Dream", "Peacock" e "Firework" no programa americano The Late Show with David Letterman, assim como algumas canções de seu álbum anterior. Na manhã de 27 de agosto, Perry participou do programa The Today Show em Nova Iorque e cantou "California Gurls" e "Teenage Dream", assim como "I Kissed a Girl" (2008). Em 9 de setembro, a artista cantou "California Gurls" no The X Factor na Itália. Ela também cantou "California Gurls" e "Teenage Dream" na abertura da 36ª temporada do programa Saturday Night Live em 25 de setembro. Em 2 de outubro, participou do programa alemão Wetten Dass..?, onde interpretou "Teenage Dream". Entre 1 e 6 de outubro, Perry realizou uma turnê promocional na Europa, ocorrida na Hungria, Polônia e Áustria. Em 17 de outubro, a cantora voltou ao The X Factor, onde fez uma performance pirotécnica de "Firework". Foi confirmada a sua apresentação nos MTV Europe Music Awards em 7 de novembro, em Madrid, Espanha, realizando uma nova performance de "Firework".
Anunciadas oficialmente no website da cantora, as 23 primeiras datas da turnê mundial The California Dreams Tour foram reveladas em 11 de outubro de 2010, mas logo foi revelado que teria 122 shows. Durante os MTV Video Music Awards de 2010 em 12 de setembro, ela prometeu que sua digressão em 2011 iria possuir uma experiência sensorial completa: "Quero atingir todos os sentidos: visão, audição, olfato, paladar e tacto". Posteriormente, a turnê passou por Estados Unidos, Europa, Ásia, Oceania e América do Sul, sendo encerrada oficialmente em 23 de novembro de 2011 no Staples Center, em Los Angeles, com um show gratuito para os fãs de Perry.

## Alinhamento de faixas
A lista de faixas foi divulgada na página oficial da cantora em 23 de julho de 2010.
| Teenage Dream – Versão padrão |                                     |                                                                     |                              |         |  |
| N.º                           | Título                              | Compositor(es)                                                      | Produtor(es)                 | Duração |  |
| 1.                            | "Teenage Dream"                     | Katy Perry Lukasz Gottwald Max Martin Benjamin Levin Bonnie McKee   | Dr. Luke Benny Blanco Martin | 3:47    |  |
| 2.                            | "Last Friday Night (T.G.I.F.)"      | Perry Gottwald Martin McKee                                         | Dr. Luke Martin              | 3:50    |  |
| 3.                            | "California Gurls" (com Snoop Dogg) | Perry Calvin Broadus Gottwald Martin Levin McKee                    | Dr. Luke Blanco Martin       | 3:56    |  |
| 4.                            | "Firework"                          | Perry Mikkel S. Eriksen Tor Erik Hermansen Sandy Wilhelm Ester Dean | Stargate Sandy Vee           | 3:47    |  |
| 5.                            | "Peacock"                           | Perry Eriksen Hermansen Dean                                        | Stargate                     | 3:51    |  |
| 6.                            | "Circle the Drain"                  | Perry Christopher Stewart Monte Neuble                              | Tricky Stewart               | 4:32    |  |
| 7.                            | "The One That Got Away"             | Perry Gottwald Martin                                               | Dr. Luke, Max Martin         | 3:47    |  |
| 8.                            | "E.T."                              | Perry Gottwald Martin Joshua Coleman                                | Dr. Luke Ammo Martin         | 3:26    |  |
| 9.                            | "Who Am I Living For?"              | Perry Stewart Neuble Brian Thomas                                   | Stewart Harrell [a]          | 4:08    |  |
| 10.                           | "Pearl"                             | Perry Greg Wells Stewart                                            | Wells                        | 4:07    |  |
| 11.                           | "Hummingbird Heartbeat"             | Perry Stewart Stacy Barthe Neuble                                   | Stewart Harrell [a]          | 3:32    |  |
| 12.                           | "Not Like the Movies"               | Perry Wells                                                         | Greg Wells                   | 4:01    |  |
| Duração total:                | Duração total:                      | Duração total:                                                      | Duração total:               | 58:24   |  |

| Teenage Dream –Edição Deluxe (iTunes dos Estados Unidos) |                                                          |         |  |
| N.º                                                      | Título                                                   | Duração |  |
| 1.                                                       | "Teenage Dream"                                          | 3:47    |  |
| 2.                                                       | "Last Friday Night (T.G.I.F.)"                           | 3:50    |  |
| 3.                                                       | "California Gurls" (com Snoop Dogg)                      | 3:56    |  |
| 4.                                                       | "Firework"                                               | 3:47    |  |
| 5.                                                       | "Peacock"                                                | 3:51    |  |
| 6.                                                       | "Circle the Drain"                                       | 4:32    |  |
| 7.                                                       | "The One That Got Away"                                  | 3:47    |  |
| 8.                                                       | "E.T."                                                   | 3:26    |  |
| 9.                                                       | "Who Am I Living For?"                                   | 4:08    |  |
| 10.                                                      | "Pearl"                                                  | 4:07    |  |
| 11.                                                      | "Hummingbird Heartbeat"                                  | 3:32    |  |
| 12.                                                      | "Not Like the Movies"                                    | 4:01    |  |
| 13.                                                      | "California Gurls" (Passion Pit Remix) (com Snoop Dogg)) | 4:11    |  |
| 14.                                                      | "California Gurls" (MSTRKRFT Remix) (com Snoop Dogg))    | 3:59    |  |
| 15.                                                      | "Teenage Dream" (Kaskade Remix)                          | 6:27    |  |
| 16.                                                      | "Peacock" (Cory Enemy & Mia Moretti Remix)               | 5:32    |  |
| 17.                                                      | "Teenage Dream" (videoclipe)                             | 3:49    |  |
| Duração total:                                           | Duração total:                                           | 1:10:42 |  |

| Teenage Dream –Edição Deluxe (iTunes do Reino Unido) |                                                                |                                |         |  |
| N.º                                                  | Título                                                         | Compositor(es)                 | Duração |  |
| 1.                                                   | "Teenage Dream"                                                |                                | 3:47    |  |
| 2.                                                   | "Last Friday Night (T.G.I.F.)"                                 |                                | 3:50    |  |
| 3.                                                   | "California Gurls" (com Snoop Dogg)                            |                                | 3:56    |  |
| 4.                                                   | "Firework"                                                     |                                | 3:47    |  |
| 5.                                                   | "Peacock"                                                      |                                | 3:51    |  |
| 6.                                                   | "Circle the Drain"                                             |                                | 4:32    |  |
| 7.                                                   | "The One That Got Away"                                        |                                | 3:47    |  |
| 8.                                                   | "E.T."                                                         |                                | 3:27    |  |
| 9.                                                   | "Who Am I Living For?"                                         |                                | 4:08    |  |
| 10.                                                  | "Pearl"                                                        |                                | 4:07    |  |
| 11.                                                  | "Hummingbird Heartbeat"                                        |                                | 3:32    |  |
| 12.                                                  | "Not Like the Movies"                                          |                                | 4:01    |  |
| 13.                                                  | "If We Ever Meet Again" (com Timbaland)                        |                                | 4:23    |  |
| 14.                                                  | "Starstrukk" (com 3OH!3)                                       | Sean Foreman · Nathaniel Motte | 3:22    |  |
| 15.                                                  | "California Gurls" (Passion Pit Remix) (com Snoop Dogg))       |                                | 4:11    |  |
| 16.                                                  | "California Gurls" (Armand van Helden Remix) (com Snoop Dogg)) |                                | 5:48    |  |
| 17.                                                  | "Teenage Dream" (Kaskade Remix)                                |                                | 6:27    |  |
| 18.                                                  | "Peacock"                                                      |                                | 5:32    |  |
| 19.                                                  | "California Gurls" (videoclipe) (com Snoop Dogg))              |                                | 3:56    |  |
| Duração total:                                       | Duração total:                                                 | Duração total:                 | 1:20:24 |  |

| Teenage Dream –Edição Deluxe Dream On (Disco 2) |                                                               |         |  |
| N.º                                             | Título                                                        | Duração |  |
| 13.                                             | "If We Ever Meet Again" (com Timbaland)                       | 4:23    |  |
| 14.                                             | "Starstrukk" (com 3OH!3)                                      | 3:22    |  |
| 15.                                             | "California Gurls" (Passion Pit Remix) (com Snoop Dogg))      | 4:11    |  |
| 16.                                             | "California Gurls" (Armand van Helden Remix) (com Snoop Dogg) | 5:48    |  |
| 17.                                             | "Teenage Dream" (Kaskade Remix)                               | 6:27    |  |
| 18.                                             | "Peacock" (Cory Enemy & Mia Moretti Remix)                    | 5:32    |  |
| 19.                                             | "California Gurls" (videoclipe) (com Snoop Dogg))             | 3:56    |  |
| Duração total:                                  | Duração total:                                                | 1:20:24 |  |

## Créditos
A lista dos créditos de produção de Teenage Dream foram disponibilizadas no website allmusic.com em agosto de 2010.
| - Katy Perry — Composição, vocal - Andrew Wuepper — Engenharia de guitarra - Angelica Cob-Baehler — Direção de criação - Aniela Gottwald — Assistente de engenharia - Benjamin Levin (Benny Blanco) — Bateria, composição, produção, programação, teclado - Bonnie McKee — Composição - Brent Paschke — Guitarra - Brian "B-Luv" Thomas — Composição, programação de bateria, programação de guitarra - Brian Gardner — Técnico em masterização - Calvin "Snoop Dogg" Broadus — Composição, vocal - Carlos Oyanedel — Engenharia - Charles Malone — Guitarra, assistente de engenharia - Chris Anokute — A&R - Chris "Tek" O'Ryan — Engenharia de guitarra - Christopher "Tricky" Stewart — Composição, produção, programador de bateria, teclado - Damien Lewis — Engenharia - Daniel Silvestri — Baixo, guitarra - Ester Dean — Composição - Emily Wright — Engenharia - Fabien Waltmann — Programador, sintetizadores - Giancarlo Lino — Assistente de mixador - Greg Wells — Bateria, composição, piano, produção, programação, sintetizadores - Irene Richter — Coordenação de produção - Jason Sherwood — Engenharia - Jaycen Joshua — Mixing - John Hanes — Mixing - Jo Ratcliffe — Direção de arte - Josh Freese — Bateria - Joshua "Ammo" Coleman — Bateria, composição, produção, programação, teclado - Josh Houghkirk — Assistente de engenharia - Julio Miranda — Guitarra - Justin Roberts — Assistente de engenharia - Kory Aaron — Assistente de engenharia - Kuk Harrell — Produção de vocias - Liz Isik — A&R | - Lenny Pickett — Saxofone - Lewis Tozour — Engenharia - L. Leon Pendarvis — Arranjo, condução - Luis Navarro — Assistente de engenharia - Lukasz "Dr. Luke" Gottwald — Bateria, composição, produção, produção executiva, programação, teclado - Mark Gray — Assistente de engenharia - Max Martin — Bateria, composição, produção, produção executiva, programação, teclado - Megan Dennis — Coordenação de produção - Mikkel S. Eriksen (Stargate) — Assistente de engenharia, composição, engenharia, instrumentação - Miles Walker — Engenharia - Monte Nueble — Composição, teclado - Ngoc Hoàng — Coordenação - Nick Chahwala — Sons - Nicolas Essing — Assistente de engenharia - Pat Thrall — Engenharia, programação de bateria - Phil Tan — Mixing - Randy Urbanski — Assistente de engenharia - Rob Stevenson — A&R - Ronette Bowie — A&R - Sam Holland — Engenharia - Sandy Julien Wilhelm — Composição - Sandy Vee — Instrumentação, mixing, produção - Serban Ghenea — Mixing - Stacy Barthe — Composição - Steve Churchyard — Engenharia de bateria - Steven Dennis — Assistente de engenharia - Tatiana Gottwald — Assistente de engenharia - Ted Chung — Coordenação de produção - Tim Roberts — Assistente de mixing - Tor Erik Hermansen (Stargate) — Composição, instrumentação, produção - Travis Harrington — Assistente de engenharia - Tucker Bodine — Assistente de engenharia - Vanessa Silberman — Coordenação de produção - Will Cotton — Capa e fotografia |

## Desempenho comercial
Nos Estados Unidos, Teenage Dream estreou no topo da parada norte-americana Billboard 200, com vendas de aproximadamente 192 mil cópias em sua primeira semana. O álbum sucedeu Recovery, do rapper Eminem, que encontrava-se nessa posição. Na semana de 21 de julho de 2012, saltou da posição 21 para a 2.ª na parada (um aumento de 417% nas vendas) com 80 mil cópias comercializadas, tornando-se o melhor quadro de vendas do projeto desde o Natal de 2010; isso deu-se após uma promoção que o comercializava por 99 centavos na Amazon. Na atualização que terminou em 14 de março de 2015, a obra completou 200 semanas de estadia no gráfico — desde sua estreia em 11 de setembro de 2010 —, tornando-se o 25.º disco a passar 200 semanas ou mais na Billboard 200. Com 400 edições, completadas em 30 de novembro de 2024, converteu-se no quinto álbum de uma mulher a passar mais semanas dentro da tabela em toda sua história. Foi certificado como diamante (10x platina) pela Recording Industry Association of America (RIAA) por vendas equivalentes dez milhões de unidades no país; para chegar a esse valor foram combinadas vendagens de suas faixas e streams de áudio e vídeo sob demanda, além da compra de 3 milhões e 100 mil cópias puras realizadas até agosto de 2020. No Canadá também estreou em primeiro lugar, na Canadian Albums Chart, vendendo um total de 26 mil réplicas na primeira atualização.
Em terras britânicas, debutou no ápice do UK Albums Chart com 54 mil e 176 cópias compradas. Por comercializar 1 milhão e 200 mil unidades, recebeu quatro vezes o certificado de platina pela British Phonographic Industry (BPI). Até fevereiro de 2017, essa quantia já havia excedido 1,3 milhões de réplicas no Reino Unido. O produto estreou na posição 14 da parada francesa Syndicat National de l'Édition Phonographique (SNEP) e atingiu como pico a terceira ocupação. Ao redor da Europa, o projeto foi número um nas tabelas da Áustria, Escócia e Irlanda, assim como na Billboard European Albums. Por vender 1 milhão de réplicas em todo o continente, recebeu certificado de platina pela International Federation of the Phonographic Industry (IFPI).
Na Austrália, Teenage Dream estreou no ápice e manteve-se na posição por duas semanas. Recebeu três vezes o certificado de platinas pela Australian Recording Industry Association (ARIA), denotando 210 mil unidades consumidas. Na Nova Zelândia estreou na vice-liderança e, após quatro semanas na parada, alcançou o topo. A Recording Industry Association of New Zealand (RIANZ) certificou-o com ouro. Mundialmente, com vendas de 2,2 milhões de unidades, ocupou o 11.º lugar entre os discos mais comprados de 2010.
| País — Tabela musical (2010—17)          | Posição de pico |
| ---------------------------------------- | --------------- |
| Alemanha (GfK Entertainment Charts)      | 5               |
| Austrália (ARIA Charts)                  | 1               |
| Áustria (Ö3 Austria Top 40)              | 1               |
| Bélgica (Ultratop 50 de Valônia)         | 10              |
| Bélgica (Ultratop 40 de Flandres)        | 5               |
| Brasil (Top 20 Semanal)                  | 4               |
| Canadá (Canadian Albums Chart)           | 1               |
| Coreia do Sul (Gaon Intenacional Albums) | 2               |
| Dinamarca (Hitlisten)                    | 14              |
| Escócia (OCC)                            | 1               |
| Espanha (PROMUSICAE)                     | 4               |
| Estados Unidos (Billboard 200)           | 1               |
| Estados Unidos (Top Tastemaker Albums)   | 3               |
| Europa (European Top 100 Albums)         | 1               |
| Finlândia (IFPI Finlândia)               | 8               |
| França (SNEP)                            | 3               |
| Grécia (IFPI Grécia)                     | 2               |
| Hungria (MAHASZ)                         | 9               |
| Irlanda (IRMA)                           | 1               |
| Itália (FIMI)                            | 3               |
| Japão (Oricon)                           | 6               |
| México (AMPROFON)                        | 11              |
| Noruega (VG-lista)                       | 18              |
| Nova Zelândia (Recorded Music NZ)        | 1               |
| Países Baixos (MegaCharts)               | 6               |
| Polônia (ZPAV)                           | 7               |
| Portugal (AFP)                           | 11              |
| Reino Unido (UK Albums Chart)            | 1               |
| Rússia (2M)                              | 14              |
| República Checa (IFPI Česká Republika)   | 8               |
| Suécia (Sverigetopplistan)               | 11              |
| Suíça (Schweizer Hitparade)              | 4               |

| País — Tabela musical (2010)        | Posição |
| ----------------------------------- | ------- |
| Alemanha (GfK Entertainment Charts) | 51      |
| Austrália (ARIA Charts)             | 10      |
| Áustria (Ö3 Austria Top 40)         | 43      |
| Canadá (Canadian Albums Chart)      | 20      |
| Europa (European Top 100 Albums)    | 25      |
| Estados Unidos (Billboard 200)      | 40      |
| França (SNEP)                       | 51      |
| Hungria (MAHASZ)                    | 96      |
| Itália (FIMI)                       | 97      |
| México (AMPROFON)                   | 77      |
| Mundo (IFPI)                        | 11      |
| Nova Zelândia (RMNZ)                | 8       |
| Reino Unido (UK Albums Chart)       | 15      |
| Rússia (2M)                         | 142     |
| Suíça (Schweizer Hitparade)         | 52      |
| País — Tabela musical (2011)        | Posição |
| Austrália (ARIA Charts)             | 18      |
| Canadá (Canadian Albums Chart)      | 5       |
| Estados Unidos (Billboard 200)      | 10      |
| França (SNEP)                       | 49      |
| Itália (FIMI)                       | 76      |
| México (AMPROFON)                   | 42      |
| Nova Zelândia (RMNZ)                | 13      |
| Reino Unido (UK Albums Chart)       | 25      |
| País — Tabela musical (2012)        | Posição |
| Canadá (Canadian Albums Chart)      | 49      |
| Estados Unidos (Billboard 200)      | 25      |
| França (SNEP)                       | 96      |
| México (AMPROFON)                   | 49      |
| Reino Unido (UK Albums Chart)       | 48      |

| País — Tabela musical (2010—19) | Posição |
| ------------------------------- | ------- |
| Austrália (ARIA Charts)         | 13      |
| Estados Unidos (Billboard 200)  | 44      |
| Reino Unido (UK Albums Chart)   | 19      |

| Região                                                                                             | Certificação | Vendas      |
| -------------------------------------------------------------------------------------------------- | ------------ | ----------- |
| Argentina (CAPIF)                                                                                  | Platina      | 20 000^     |
| Alemanha (BVMI)                                                                                    | Platina      | 200 000*    |
| Austrália (ARIA)                                                                                   | 7× Platina   | 490 000‡    |
| Áustria (IFPI Áustria)                                                                             | Platina      | 20 000*     |
| Bélgica (BEA)                                                                                      | Ouro         | 15 000*     |
| Brasil                                                                                             | —            | 100 000     |
| Canadá (Music Canada)                                                                              | 7× Platina   | 560 000^    |
| Chile (IFPI Chile)                                                                                 | Ouro         | 5 000^      |
| Colômbia (ASINCOL)                                                                                 | Platina      | 10,000^     |
| Dinamarca (IFPI Dinamarca)                                                                         | Platina      | 20 000^     |
| Estados Unidos (RIAA)                                                                              | 10× Platina  | 10 000 000‡ |
| Filipinas (PARI)                                                                                   | Platina      | 30 000*     |
| França (SNEP)                                                                                      | 2× Platina   | 200 000     |
| Irlanda (IRMA)                                                                                     | 2× Platina   | 30 000^     |
| Japão (RIAJ)                                                                                       | Ouro         | 100 000^    |
| México (AMPROFON)                                                                                  | Platina      | 60 000^     |
| Noruega (IFPI Noruega)                                                                             | 5× Platina   | 100 000*    |
| Nova Zelândia (RIANZ)                                                                              | 5× Platina   | 135 000^    |
| Países Baixos (NVPI)                                                                               | Ouro         | 25 000^     |
| Reino Unido (BPI)                                                                                  | 6× Platina   | 1 800 000‡  |
| Singapura (RIAS)                                                                                   | Platina      | 10 000*     |
| Suécia (GLF)                                                                                       | Platina      | 40,000‡     |
| Suíça (IFPI Suíça)                                                                                 | Ouro         | 15 000^     |
| Resumos                                                                                            |              |             |
| Europa (IFPI)                                                                                      | Platina      | 1 000 000*  |
| Oriente Médio (IFPI Oriente Médio)                                                                 | Ouro         | 3 000^      |
| *números de vendas baseados somente na certificação ^distribuições baseadas apenas na certificação |              |             |

## Histórico de lançamento
| Região    | Data                   | Distribuidora    |
| --------- | ---------------------- | ---------------- |
| Austrália | 24 de agosto de 2010   | Capitol Records  |
| Filipinas | 24 de agosto de 2010   | PolyEast Records |
| Canadá    | 24 de agosto de 2010   | EMI              |
| México    | 24 de agosto de 2010   | EMI              |
| Colômbia  | 28 de agosto de 2010   | EMI              |
| Mundo     | 30 de agosto de 2010   | EMI              |
| Argentina | 15 de setembro de 2010 | EMI              |